# Estadio Hernando Siles
 (septembre 2024).
Si vous disposez d'ouvrages ou d'articles de référence ou si vous connaissez des sites web de qualité traitant du thème abordé ici, merci de compléter l'article en donnant les références utiles à sa vérifiabilité et en les liant à la section « Notes et références ».
Le Stade olympique Hernando Siles est un complexe sportif basé à La Paz en Bolivie.
Sa capacité est de 41 143 places assises. Le stade porte le nom d'Hernando Siles Reyes, président de la Bolivie de 1926 à 1930. Il se situe à une altitude de 3 637 mètres, ce qui en fait le second plus haut stade du monde après celui de Daniel Alcides Carrion à Cerro de Pasco, au Pérou (4 380 m).

## Histoire
Le stade fut inauguré en 1931 par un match entre The Strongest et Universitario (victoire 4-1 de The Strongest). Sa capacité était alors de 25 000 places. C'est l'architecte Emilio Villanueva qui en dessina les plans. 
Le stade a pour club résident The Strongest, Club Bolívar et La Paz FC. 
La finale de la Copa América 1997 eut lieu dans ce stade et des matchs de la Copa América 1963 s'y déroulèrent. 

## Controverse autour de l'altitude du stade
Le 27 mai 2007, la FIFA annonça que désormais, aucun match de qualification de Coupe du monde aurait lieu au-delà d'une altitude de 2 500 mètres. Le président bolivien Evo Morales intervint en personne afin de faire revenir la FIFA sur sa décision au motif que beaucoup de nations andines seraient victimes d'une telle mesure. Le 27 juin 2007, la FIFA revint sur ses positions en augmentant la limite d'altitude à 3 000 mètres. Le lendemain, la FIFA annonça qu'une dérogation était accordée à l'Estadio Hernando Siles et que les matchs de qualifications de la Coupe du monde pouvaient y avoir lieu. 